# Теодор Адріан фон Рентельн
Теодо́р Адріа́н фон Ре́нтельн (нім. Theodor Adrian von Renteln, нар.15 вересня 1897 р., Ходци (тоді Російська імперія, зараз Білорусь) — † невідомо) — націонал-соціалістичний партійний діяч і політик, генеральний комісар окупованої нацистами Литви (1941—1944), доктор економіки і права.

## Життєпис

### Перші роки. Служба в Україні
Теодор Рентельн народився у сім'ї балтійських німців у родинному маєтку Ходци над Західною Двиною. З 1905 до 1916 року відвідував німецьку підготовчу школу й міську гімназію Риги. З липня по жовтень 1916 навчався в Олександрівському ліцеї в Петербурзі. Був призваний в армію, служив в Ізюмському гусарському полку. У 1918 році служив у гетьманській армії, офіцер зв'язку в штабі головного командування групи військ «Київ». 

### Життя в Німеччині. Кар'єра в націонал-соціалістичному русі
У 1919 році емігрував з Києва до Німеччини. У 1920—1924 рр. вивчав національну економіку і юриспруденцію в  Берлінському і Ростоцькому університетах. У 1924 році здобув ступінь доктора економіки і права. З 1924 до 1929 року працював вільним журналістом, співпрацював у пресі з економічних і внутрішньополітичних питань. Ще бувши студентом, долучився до молодіжного нацистського руху.
У 1928 році вступив у НСДАП і Штурмові загони та став керівником обласної організації Націонал-соціалістичного союзу студентів (NS-Deutscher Studentenbund, NSDStB). З 17 листопада 1929 до 16 червня 1932 року - імперський керівник Націонал-соціалістичного союзу учнів (NS-Schülerbund). З 30 жовтня 1931 до 16 червня 1932 одночасно був імперським керівником Гітлерюгенду й керівником Націонал-соціалістичного союзу студентів.
З 16 червня 1932 року — референт з фінансів і кредитної системи, потім — керівник Управління з економічної політики у Головному управлінні IV (Економіка) Імперського керівництва НСДАП. Одночасно з 1932 по 1933 рік також очолював Націонал-соціалістичний бойовий союз промислового середнього стану (NS-Kampfbund des gewerbliehen Mittelstandes).
У 1932, 1933, 1936 і 1938 рр. обирався депутатом  Райхстагу від Потсдама.
3 травня 1933 був обраний головою Імперського союзу німецької індустрії (Reichsverband der Deutschen Industrie, RDI).
29 березня 1933 увійшов до складу комітету, який керував організацією бойкоту єврейських торговельних підприємств.
З 1933 по 1935 рік був президентом Націонал-соціалістичної ремісничо-торговельно-промислової організації (Nationalsozialistische Handwerks-, Handels-, und Gewerbeorganisation, NS-HAGO), одного з формувань НСДАП, яке в 1935 році стало складовою частиною  Німецького трудового фронту (ДАФ) (Deutsche Arbeitsfront, DAF). На цих постах Рентельн брав активну участь в організації кампаній проти єврейських універсальних магазинів в Третьому райху. З 6 січня 1934 року був начальником штабу ДАФ, одночасно був також головою Вищої дисциплінарної палати ДАФ, керівником Інституту прикладної економіки  Лейпцизького університету, керівником Управління ремесла і торгівлі Імперського організаційного управління НСДАП, начальником Головного управління торгівлі та ремесел у Центральному бюро ДАФ, президентом Німецького союзу кооператорів (Deutscher Genossenschaftsverband). З 1939 року був також членом Націонал-соціалістичної академії німецького права (NS-Akademie für Deutsches Recht), а в 1940 році став начальником Головного управління торгівлі та ремесел Імперського керівництва НСДАП (Hauptamtsleiter Handel und Handwerk in der Reichsleitung der NSDAP), райхсгауптамтсляйтером НСДАП.

### Період Другой Світової війни
Після нападу Німеччини на СРСР і створення 17 липня 1941  Імперського міністерства у справах східних окупованих територій Рентельна було переведено в апарат цього відомства, а в серпні 1941 року було призначено генеральним комісаром Литви у структурі  Райхскомісаріату Остланд. Зайнявши ключову посаду в Генеральній окрузі Литва, здійснював керівництво окупаційним режимом, намагаючись залучити до співпраці литовських націоналістів. Як генеральний комісар несе відповідальність за переслідування і вбивства євреїв у Литві під час нацистсько-німецької окупації. 
Вважається, що Рентельна було видано органам радянської влади, засуджено до страти та повішено у 1946 р., але свідоцтв цьому не знайдено. 